# Karl Huber (Musiker)
Karl Huber (Karl Hubay, Károly Huber; * 1. Juli 1828 in Warjasch, Kaisertum Österreich; † 20. Dezember 1885 in Budapest, Königreich Ungarn) war ein rumäniendeutscher Komponist, Geiger, Dirigent und Musikpädagoge.

## Leben
Huber hatte zunächst Violinunterricht bei seinem Vater, besuchte dann das Konservatorium in Arad und setzte seine Ausbildung ab 1841 in Wien fort. 1844 wurde er Primgeiger des Orchesters des Pester Nationaltheaters, wo er von 1852 bis 1871 als Erster Konzertmeister und Kapellmeister wirkte. 1856 unternahm er als Geiger eine Konzertreise durch Europa, nach deren Abschluss er Violinlehrer am Nationalkonservatorium wurde. 1866 leitete er die ungarische Erstaufführung von Richard Wagners Oper Lohengrin, wofür sich der Komponist in einem Brief bedankte.
Im gleichen Jahr unternahm Huber eine Konzertreise mit den Brüdern Franz und Karl Doppler. 1871 wurde er Leiter des Budapester Sängerbundes, zehn Jahre später Leiter des Ungarischen Landessängerbundes. Neben vier erfolgreichen Opern komponierte Huber Orchesterwerke, Streichquartette, zahlreiche Violinwerke, Lieder und Männerchöre. Als anerkannter Violinlehrer veröffentlichte er eine Violinschule, die in zwei Auflagen erschien. Sein bedeutendster Schüler war sein Sohn Eugen, der unter seinem magyarisierten Namen Jenő Hubay bekannt wurde.